# Avenir Yakovkin
Avenir Aleksándrovich Yakovkin (en idioma ruso: Авени́р Алекса́ндрович Яко́вкин) (21 de mayo de 1887- 19 de noviembre de 1974) fue un astrónomo soviético, especializado en el estudio del movimiento orbital de la Luna.

## Biografía
Yakovkin se graduó en 1910 en la Universidad Estatal de Kazán. Desde 1910 hasta 1937 trabajó en el Observatorio Astronómico V. P. Enguelgardt, que dirigió entre 1927 y 1937. Simultáneamente, en el período 1916-1937 enseñó en la Universidad de Kazán (siendo desde 1926 profesor). Desde 1937 hasta 1945 dirigió el departamento de astronomía de la Universidad Estatal de los Urales; entre 1939 y 1943 ejerció como Decano de la Facultad de Física y Matemáticas; y entre 1945 y 1951 trabajó en la Universidad de Kiev, primero como profesor, después como responsable del Observatorio (1949-1951) y finalmente como decano de la Facultad de Física. Entre 1951 y 1968 se incorporó al Observatorio Astronómico Principal de la Academia Rusa de Ciencias, siendo  su director (1952-1959) y asesor científico (1959-1968). Nombrado miembro correspondiente de la Academia Nacional de Ciencias de Ucrania (1951).

## Actividad científica
Sus principales trabajos científicos estuvieron dedicados al estudio de la rotación de la Luna y su forma. De 1915 a 1931 llevó a cabo un gran número de observaciones con el heliómetro del Observatorio Astronómico V. P. Enguelgardt, obteniendo los valores más precisos hasta entonces de las constantes físicas de las que depende la libración lunar. Descubrió y estudió cuidadosamente la asimetría del disco visible de la Luna y su dependencia de la libración (el denominado "efecto Yakovkin"). Propuso y aplicó un nuevo método de cálculo de ángulos de posición para modelizar la libración de la Luna. También se ocupó de resolver una serie de problemas sobre astronomía teórica.
Autor de una serie de instrumentos y dispositivos astronómicos originales, utilizó un dispositivo único de su propio diseño y organizó el precálculo de las efemérides astronómicas para varias ciudades de la Unión Soviética. En los años de la Segunda Guerra Mundial diseñó para la aviación un sextante astronómico especial. Además, desarrolló un celestato original, un tipo de telescopio horizontal con un dispositivo preparado para la fotografía astronómica de la Luna.

## Principales publicaciones
- Liberación física permanente de la Luna, derivada de las observaciones de T. Banakhevich en 1910-1915. Kazán, 1928;
- Radio y forma de la luna // Boletín del Observatorio Astronómico V.P. Enguelgardt de la Universidad de Kazán. Kazán, 1934;
- Movimiento de la Luna. Mecánica celestial para ayudar a la astronáutica, Nature, 1960, n. ° 3;
- Un problema no resuelto de la astrometría, Astronomical Journal, 1962, Vol.39, No. 4;
- El método de ángulos posicionales para determinar los parámetros de las libraciones físicas de la luna // Noticias del Observatorio Astronómico Principal. Kiev, 1961, T.4, número 1;
- Astrometría en la Luna. Programa de observaciones astrométricas en el Observatorio Lunar Estacionario // Actas de la 15.ª Conferencia Astronómica de la URSS, M.-L., 1963.

## Reconocimientos
- Orden de la Bandera Roja del Trabajo (1944)
- Medalla "Al valor en la Gran Guerra Patriótica de 1941-1945" (1945, 1946).

## Eponimia
- El cráter lunar Yakovkin lleva este nombre en su memoria.[1]